# La Croix-Helléan
La Croix-Helléan település Franciaországban, Morbihan megyében. Lakosainak száma 881 fő (2022. január 1.). La Croix-Helléan La Grée-Saint-Laurent, Helléan, Guillac, Josselin és Forges de Lanouée községekkel határos.

## Népesség
A település népességének változása:
| Lakosok száma | 580  | 612  | 639  | 750  | 872  | 901  | 891  | 885  | 876  | 881  |
|               | 1968 | 1982 | 1990 | 2006 | 2013 | 2015 | 2017 | 2019 | 2020 | 2022 |